# Gyps
A Gyps a madarak osztályának vágómadár-alakúak (Accipitriformes) rendjébe és a vágómadárfélék (Accipitridae) és a óvilági keselyűformák (Aegypiinae) családjába tartozó nem.

## Megjelenésük
A nem tagjai kivétel nélkül nagy testű dögevő madarak. Legnagyobb testű fajuk a havasi fakókeselyű (Gyps himalayensis), ennek szárnyfesztávolsága eléri a 2,8 métert, tömege pedig a 12 kilogrammot is.
Fejük és nyakuk valamennyi fajnál pihetollakkal dúsan fedett. Csőrük erős és enyhén lefelé görbült. Ahol nyakuk a testükhöz csatlakozik valamennyi fajnál dús tollkoszorú látható. Szárnyuk hosszú és széles, farkuk viszonylag rövid.

## Rendszerezés
A nembe az alábbi 8 faj tartozik:
- bengál keselyű (Gyps bengalensis)
- fakó keselyű (Gyps fulvus)
- fehérhátú keselyű (Gyps africanus)
- fokföldi keselyű (Gyps coprotheres)
- havasi fakókeselyű (Gyps himalayensis)
- hosszúcsőrű keselyű (Gyps indicus)
- karvalykeselyű (Gyps rueppelli)
- keskenycsőrű keselyű (Gyps tenuirostris)

## Képek

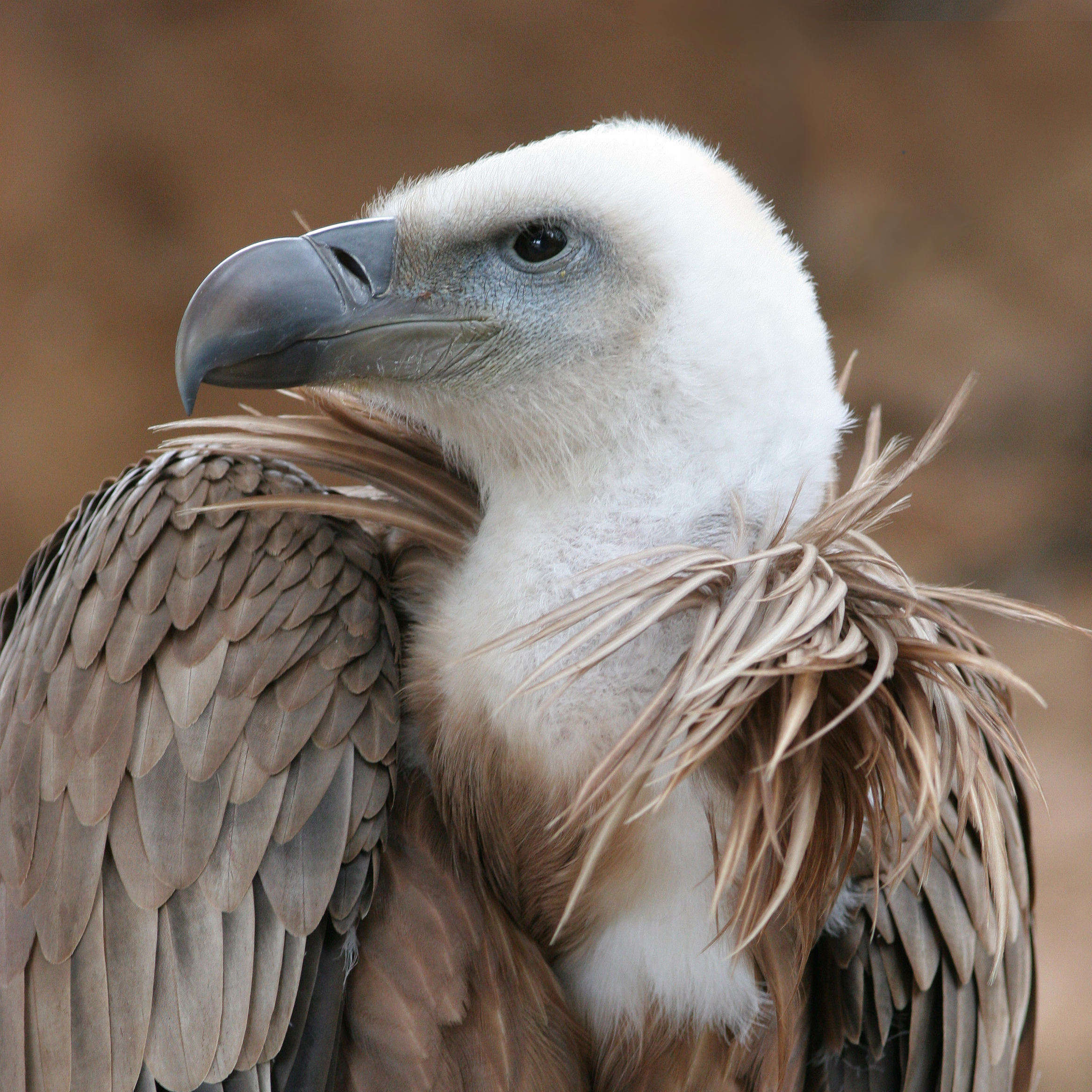
Fakó keselyű (Gyps fulvus)
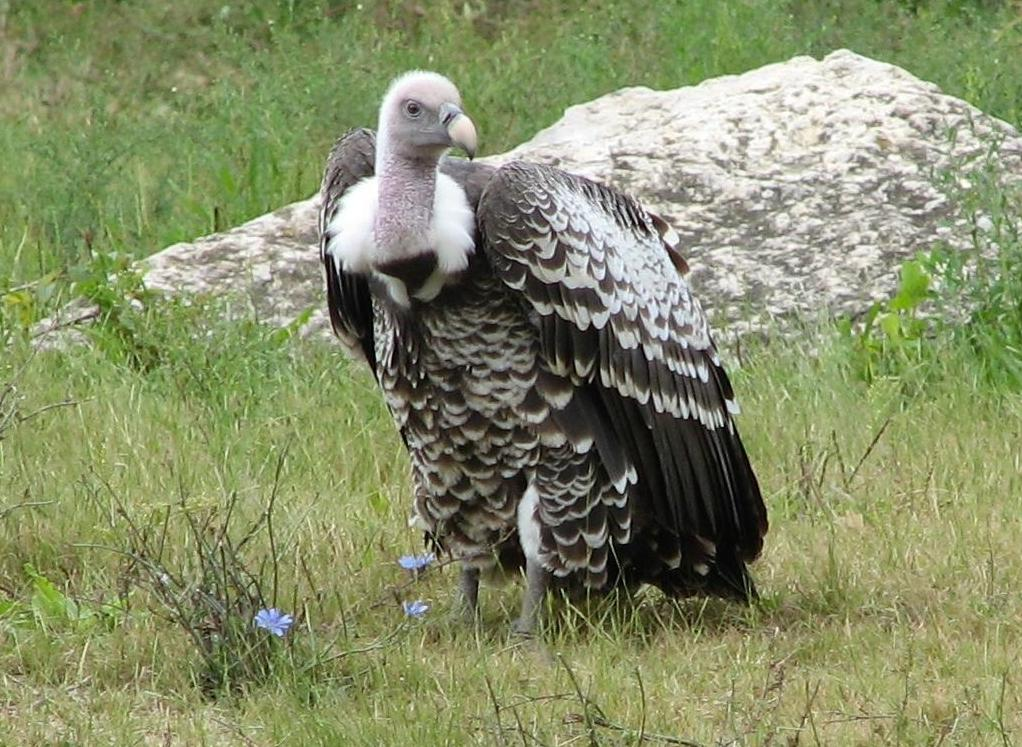
Karvalykeselyű (Gyps rueppelli)
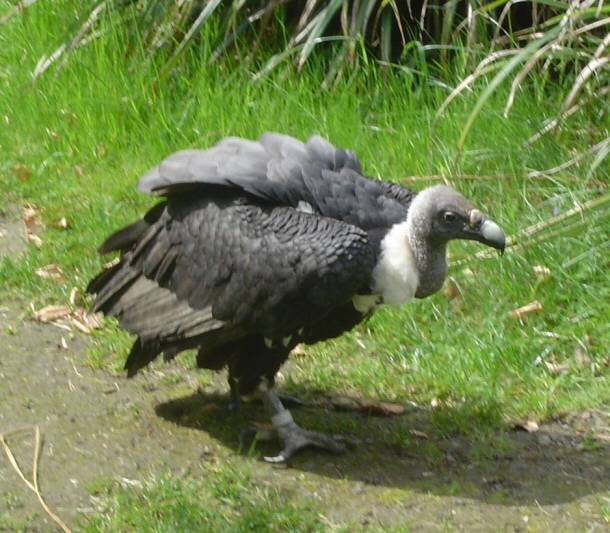
Bengál keselyű (Gyps bengalensis)